# Lijst van alumni van de Universiteit van Padua
Dit is een alfabetische lijst van alumni van de universiteit van Padua over wie een artikel in Wikipedia aanwezig is.

## Lijst

### A

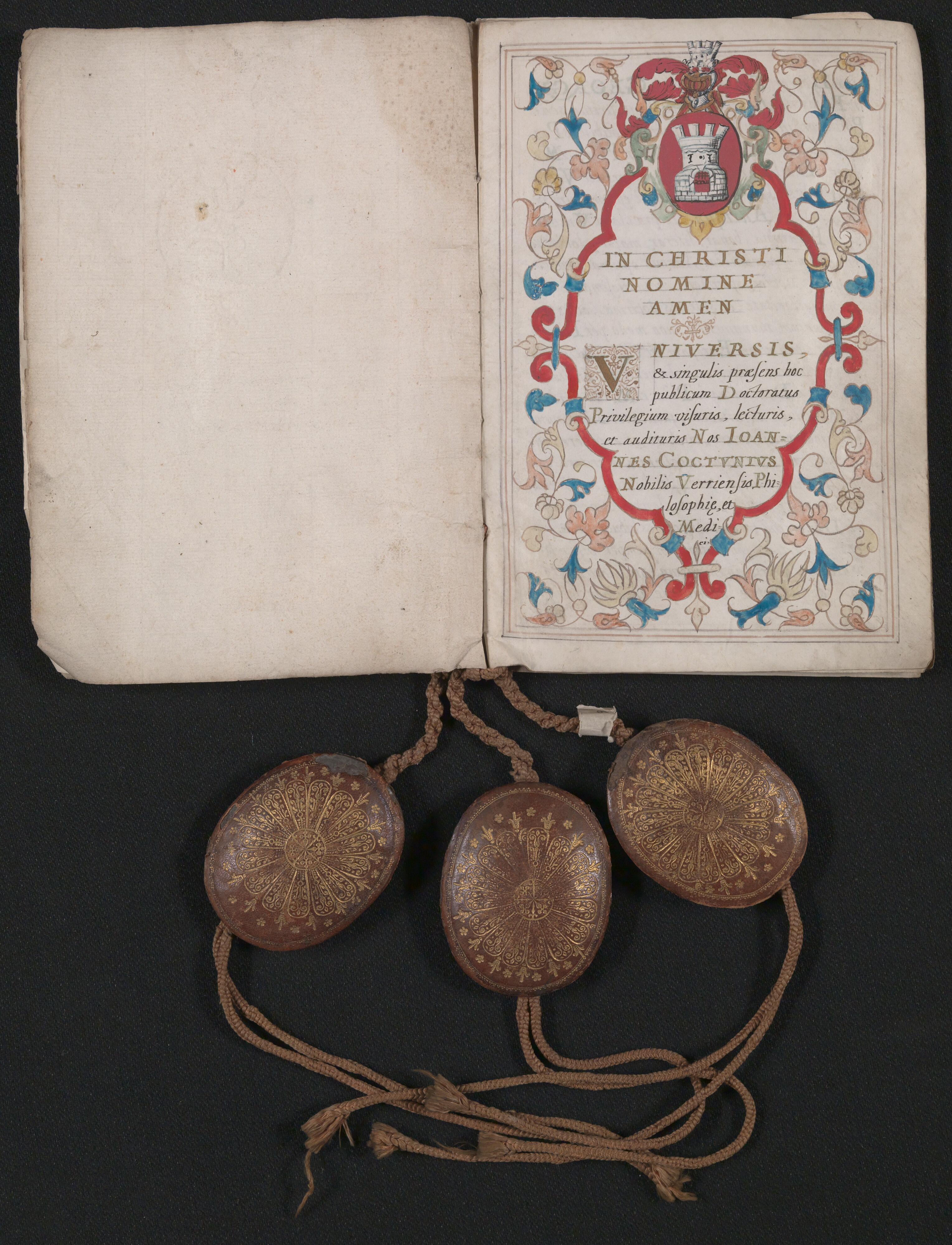
Ook waren er enkele Vlamingen die al gauw op deze school terecht kwamen. Dit is een diploma geneeskunde van de Universiteit van Padua, uitgereikt in 1642 aan de Gentenaar Jan Damman (of Daman).

- Pietro d'Abano
- Paus Alexander VIII
- Ulisse Aldrovandi
- Pomponio AlgieriOok waren er enkele Vlamingen die al gauw op deze school terecht kwamen. Dit is een diploma geneeskunde van de Universiteit van Padua, uitgereikt in 1642 aan de Gentenaar Jan Damman (of Daman).[1]

### B
- Hermolaus Barbarus
- Pietro Barozzi
- Luigi Dei Bei
- Gianalberto Badoaro
- Ermolao Barbaro
- Francesco Barbaro
- Giovanni Francesco Barbarigo
- Simone Beccadelli di Bologna, aartsbisschop van Palermo, president van Sicilië
- Guido Bentivoglio, nuntius in Brussel en Parijs
- Francesco Bevilacqua, ambassadeur van de stadstaat Verona
- Marcantonio Barbaro
- Gaspard Bauhin
- Pietro Bembo
- Andrea Bon
- Baldo de' Bonafarii
- Giovanni Bragadin, patriarch van Venetië
- Thomas Browne
- Giovanni Burgio, medicus en aartsbisschop van Palermo

### C
- Augusto Calore
- Marcello Capra
- Giacomo Casanova
- Andrea Cesalpino
- Paus Clemens VIII
- Gasparo Contarini
- Nicolaas Copernicus
- Elena Cornaro Piscopia
- Giorgio Corner
- Cesare Cremonini
- Nicolaas van Cusa

### D
- Pietro Donà

### F
- Girolamo Fabrici d'Acquapendente
- Federico Faggin
- Gabriele Falloppio
- Pio Foà
- Ugo Foscolo

### G
- Galileo Galilei[2] tussen 1592 en 1610
- Eugenio Geiringer
- Paolo Giovio
- Gian Francesco Giudice
- Antoine Perrenot de Granvelle[3]
- Paus Gregorius XIV
- Guidotto van Abbiate, aartsbisschop van Messina

### H
- William Harvey
- Moses Hayyim Luzzatto

### I
- Giovanni Indri

### L
- Rudolf Lamprecht, obstetrisch chirurg die doctoreerde in de geneeskunde
- William Leslie

### M
- Alessandro Knips Macoppe
- Antonio Marchetti
- Domenico Marchetti
- Pietro Marchetti
- Lodovico Menin
- Lothar van Metternich
- Gianni De Michelis
- Serafino Rafaele Minich
- Giuseppe Moleti of Moletti
- Ugo Morin
- Cristoforo Moro
- Gianfranco Morosini

### N
- Salvatore Dal Negro
- Luigi Nono

### O
- Nicolò Ormanetto
- Sertorio Orsato
- Libero D'Orsi

### P
- Janus Pannonius
- Paus Paulus V
- Boris Pahor
- Leopold Petazzi de Castel Nuovo
- Elena Cornaro Piscopia
- Reginald Pole, kardinaal
- Pietro Pomponazzi
- Giovanni Ponti
- Giovanni de Primis
- Antonio Marino Priuli

### R
- Gian Battista Rini
- Giovanni Rizzi-Zannoni

### S
- Franco Sartori
- Ercole Sassonia
- Feijo Sickinghe
- Johan Sickinghe
- Francysk Skaryna
- Sperone Speroni

### T
- Tabernaemontanus
- Giuseppe Tartini
- Torquato Tasso
- Giuseppe Toaldo
- Girolamo Della Torre
- Vittore Trincavelli

### U
- Bartolomeo Uliari, kardinaal

### V
- Antonio Vallisneri
- Tito Vanzetti
- Nicoletto Vernia
- Sante Veronese
- Andreas Vesalius
- Felice Viali

### W
- Sir Francis Walsingham

### Z
- Jacopo Zabarella
- Francesco Zantedeschi
- Carlo Zen
- Gabriele Zerbi
- Francesco Zola
- Enzo Zotti, diploma's geneeskunde, politieke wetenschappen en geschiedenis